# 阿爾塔爾山

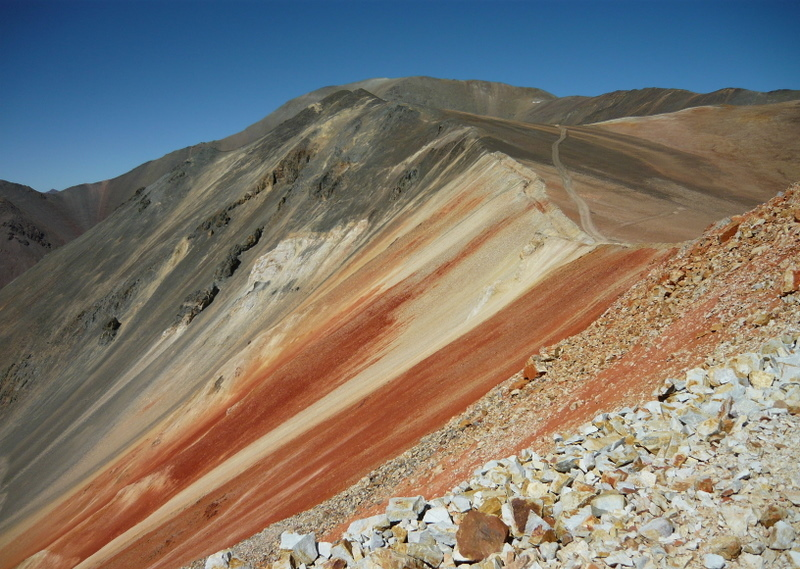

阿爾塔爾山（西班牙語：Cerro Altar），是智利的山峰，位於該國中部聖地亞哥首都大區，屬於安第斯山脈的一部分，海拔高度5,222米，人類在1912年2月20日首次登頂。